# ТЕС Прунержов
Електростанція Прунержов (чеськ. Elektrárna Prunéřov; ЕПРУ) була найбільшою вугільною електростанцією в Чехії зі встановленою потужністю 1490 МВт. Блок І (ЕПРУ І, 4 х 110 МВт) зупинено в червні 2020 року, тоді як нещодавно модернізований блок ІІ (ЕПРУ ІІ, 3 х 250 МВт) продовжує працювати. Крім електроенергії, він також постачає тепло в міста Хомутов, Їрков і Клаштерець-над-Огржим. Встановлена потужність для виробництва тепла становить 500 МВт. Станція, якою керує група ČEZ, розташована неподалік села Кадань.
Згідно з дослідженням Dirty Thirty, яке опублікував у травні 2007 року Всесвітній фонд дикої природи, електростанція Прунержов була дванадцятою серед найгірших електростанцій у Європі за співвідношенням енергоефективності та викидів вуглекислого газу (CO2). Вона була найбільшим окремим джерелом CO2 в Чехії. 2008 року вона випустив 9210 млн тонн CO2. Блок 2 (EPRU II) електростанції Прунержов має 300-метрову димову трубу.
ČEZ планувала модернізувати блок 2, проте 2010 року план оскаржила Мікронезія в рамках Конвенції Еспоо на тій підставі, що розширення електростанції вплине на глобальне потепління, а отже, і на довкілля Мікронезії. Згідно з Міністерством довкілля Чехії, план модернізації не включав найкращих доступних технологій. 26 січня 2010 року чеський міністр довкілля Мартін Бурсік (член Партії зелених) повідомив, що закликає міжнародних експертів для проведення оцінки впливу планів модернізації електростанції на довкілял. У березні він оприлюднив звіт Det Norske Veritas, який доводив відсутність найкращої доступної технології в плані ČEZ EIA. Невдовзі після цього міністр Дусік пішов у відставку, стверджуючи, що на нього тиснув прем'єр-міністр Ян Фішер, щоб він затвердив ОВНС плану ČEZ. У результаті партія зелених також відкликала свого другого міністра з уряду. Після короткого керівництва міністра сільського господарства Якуба Шебести, міністром довкілля призначено колишню співробітницю ČEZ Рут Бізкову, яка, після двох тижнів перебування на посаді, у квітні затвердила ОВНС плану ČEZ.